# Polskie osadnictwo na Filipinach
Pierwsi polscy osadnicy na Filipinach pojawili się już w okresie kolonizacji kraju przez Hiszpanów, wraz z przybyciem duchowieństwa katolickiego w celu prowadzenia działalności misyjnej w krajach azjatyckich.  
Według spisu z 2010 roku na Filipinach odnotowano 93 osoby, które zadeklarowały polskie pochodzenie.  

## Historia
Mimo tego iż istnieją dowody na to, że osadnicy polscy pojawili się na Filipinach w okresie panowania hiszpańskiego, historia narodu polskiego w tym kraju przed końcem XIX wieku jest praktycznie nieznana. Wiadomo jednak że już wcześniej Polacy widywani byli w Manili.  
Najprawdopodobniej pierwszym Polakiem który przybył na Filipiny był Wojciech Męciński, jezuita-misjonarz z Krakowa, który przebywał na misjach w Kambodży i Wietnamie. W 1642 Męciński wraz z grupą jezuitów przybył do Manili, gdzie powitał ich gubernator generalny Sebastián Hurtado de Corenera. Męciński przebywał w stolicy Filipin przez kilka miesięcy, następnie wrócił do Japonii, gdzie został zamordowany 23 marca 1643 w Nagasaki.  
Drugim Polakiem, który przybył na Filipiny, był inny jezuicki misjonarz, Jan Chryzostom Bąkowski z Częstochowy. Bąkowski początkowo uczestniczył w działalności misyjnej w Chinach, szczególnie w Jiangsu. Został jednak aresztowany i wysłany do Kantonu, gdzie nie mogąc sobie poradzić z przymusową izolacją, wyjechał do Manili. Będąc tam, podjął się misji ewangelizacyjnej ludności chińskiej zamieszkującej Filipiny. Misję tę prowadził aż do swojej śmierci w 1731 roku.  
Oprócz Bąkowskiego na Filipinach gościło także kilku innych przedstawicieli polskiego duchowieństwa, w tym Władysław Michał Zaleski, który był delegatem papieskim na Indie Wschodnie w latach 1886–1916 oraz Józef Wiśniewski, kapelan Wojska Polskiego, zabity w obozie koncentracyjnym w Dachau. Z wizytą w tym kraju przebywali również prymas Polski, kardynał Józef Glemp oraz papież Jan Paweł II. 
Pierwszym Polakiem niezwiązanym z duchowieństwem mógł być natomiast Maksymilian Teofil Gumplowicz z Krakowa, podróżnik i lekarz okrętowy w Holenderskich Indiach Wschodnich (współczesna Indonezja). Podczas swojej służby w holenderskiej marynarce wojennej Gumplowicz odwiedził nie tylko Holenderskie Indie Wschodnie, ale także Filipiny, Malaje i Nową Gwineę.  
Podczas II wojny światowej znalazł się tu z kolei urodzony w Szanghaju Michał Sendzimir, podporucznik 98. Dywizji Piechoty, który walczył o wyzwolenie Filipin spod panowania japońskiego, syn przemysłowca Tadeusza Sendzimira. 
Filipiny odwiedzili również inni wybitni Polacy, w tym pianista Artur Rubinstein czy geolog Józef Zwierzycki, którego odkrycia dotyczące tektoniki Nowej Gwinei zostały opublikowane w Philippine Journal of Science w 1926 roku.